# Уходящая натура (телесериал)
«Уходя́щая нату́ра» — российский мелодраматический телесериал 2014 года, созданный кинокомпанией «Дирекция кино». Саундтреком сериала стала песня группы «Любэ» «Всё зависит от Бога и немного от нас».
Премьерный показ прошёл на Первом канале с 8 по 11 декабря 2014 года.

## Сюжет
Об уходящей натуре 70-х годов XX века. Режиссёр Андрей Звонарёв получает госзаказ на создание кинокартины по сценарию известного советского писателя Раззамазова. Несмотря на то, что Звонарёв не очень хочет снимать, как он считает, низкохудожественные и прямолинейные фильмы, он не может отказаться от предложения директора киностудии Николая Трофимова. На личном фронте у Звонарёва тоже позиционные бои. Его агрессивная супруга-актриса Вероника и более хитрая, но не менее карьерно-амбициозная любовница-актриса Алла Гуляева разрывают его на части и в результате выставленных ультиматумов оказываются вместе на главных ролях в снимаемом фильме. Роль главного героя в снимаемом фильме достаётся любимцу публики Шмакову. Друг Звонарёва, талантливый режиссёр Юрий Кузьменко, уже много лет не получает режиссёрской работы, несмотря на давний успех его первого фильма, получившего признание на Венецианском кинофестивале... Съёмочная группа отправляется в деревню на натурные съёмки, где Звонарёва ждёт судьбоносная встреча с Катериной, а его съёмочную группу ждут незабываемые дни киносъёмок.

## В ролях
| Актёр                | Роль                                                    |
| -------------------- | ------------------------------------------------------- |
| Сергей Колтаков      | Андрей Звонарёв, кинорежиссёр                           |
| Мария Шукшина        | Вероника, жена Звонарёва                                |
| Алёна Бабенко        | Катерина                                                |
| Игорь Скляр          | Юрий Кузьменко, кинорежиссёр, друг Звонарёва            |
| Лика Нифонтова       | Наталья, жена Кузьменко                                 |
| Анна Чиповская       | Алла Гуляева, актриса, любовница Звонарёва              |
| Юрий Борисов         | Игорь, сын Звонарёва                                    |
| Владимир Вдовиченков | Владимир Шмаков, актёр                                  |
| Олег Тактаров        | Виктор, муж Катерины                                    |
| Вячеслав Гришечкин   | Вячеслав Борисович Каменский, директор съёмочной группы |
| Владимир Меньшов     | Николай Тимофеевич Трофимов, директор киностудии        |
| Алексей Петренко     | Василий Львович Раззамазов, советский писатель          |
| Александр Сирин      | Александр Пронькин, член съёмочной группы               |
| Владислав Ветров     | Виктор, художник-постановщик                            |
| Николай Стоцкий      | Воронин, кинооператор                                   |
| Валерий Афанасьев    | Валентин Георгиевич, первый секретарь райкома           |
| Борис Каморзин       | Михалёв, председатель колхоза                           |
| Тимофей Трибунцев    | Дёма, тракторист                                        |

## Эпизоды
| № серии | Премьера   | Описание серии |
| ------- | ---------- | --- |
| 1       | 08.12.2014 | Известный советский кинорежиссёр Звонарёв мечтает экранизировать Достоевского. Однако его вызывают к начальству и настоятельно советуют сделать фильм-эпопею о советской колхозной деревне. Отказаться нельзя, Звонарёв соглашается. Опальный режиссёр Кузьменко осуждает друга, дело заканчивается дракой. А тут ещё жена-актриса Вероника требует роль, любовница-актриса Аллочка тоже хочет сниматься. |
| 2       | 08.12.2014 | Вероника и Алла ссорятся на пробах. Звонарёв и съёмочная группа ищут натуру для съёмок. В одной из деревень Звонарёв видит Катерину, простую колхозницу. Вскоре его заставляют вступить в КПСС. |
| 3       | 09.12.2014 | Группа выезжает на съёмки. Режиссёр Кузьменко, давно сидящий без работы, устраивается ассистентом к Звонарёву. Чтобы быть «ближе к народу», актёры живут в избах крестьян. Звонарёв и его супруга селятся в избе Катерины. |
| 4       | 09.12.2014 | Катерина едет в Москву — искать родственников. Звонарёв, под предлогом неотложных дел, едет вместе с нею. В деревне, тем временем, драка: кинематографисты повздорили с колхозниками. |
| 5       | 10.12.2014 | Молодая актриса, Алла, любовница Звонарёва, выясняет, что невзрачный член съёмочной группы, Кузьменко, — знаменитый режиссёр. Она уговаривает его уехать за границу, где знают и помнят его первый и единственный фильм. После долгих сомнений Кузьменко соглашается. Звонарёв и Катерина всё больше сближаются.                                                                                          |
| 6       | 10.12.2014 | Звонарёв уговаривает Кузьменко отказаться от идеи бегства за границу. Кузьменко непреклонен. Он увольняется с работы, подаёт документы на выезд. Связь Катерины и Звонарёва перестаёт быть тайной и для деревни, и для съёмочной группы. Вероника тоже узнаёт об измене мужа. |
| 7       | 11.12.2014 | История с Кузьменко доходит до ЦК. Работа над фильмом прерывается, а самого Кузьменко запирают в психиатрической больнице. Звонарёв едет в Москву и берёт с собой Катерину, которую муж выгнал из дома. |
| 8       | 11.12.2014 | Звонарёв вынужден каяться в ЦК: и из-за режиссёра Кузьменко, и из-за своей любовной связи с замужней Катериной. После большой нервотрепки, ему всё же разрешают закончить фильм. |

## Создание
По словам Дмитрия Иосифова, сериал создавался как посвящение поколению 70-х, «Это поколение моих родителей, поколение, которое самостоятельно принимало решения и отвечало за них. Очень часто это люди долга, люди чести». Сценарий писался с истории, произошедшей в реальной жизни на съёмках, где романтические отношения возникли между звукооператором съёмочной группы и местной жительницей. «Киногруппа приехала в деревню. Возникла страсть. Правда, там, в отличие от нашего фильма, всё закончилось печально. Муж застрелил жену из охотничьего ружья и рядом сам повесился. Осталось двое детей. В те годы понятия чести и верности в деревне были иными. Измена, да ещё ставшая всеобщим достоянием, считалась несмываемым позором. Как жить после этого, и надо ли?».
Съёмки телесериала проходили в Белоруссии, где съёмочной группе удалось найти максимально похожую на позднесоветский период деревенскую натуру.

## Критика и отзывы
Обозреватель Михаил Демурин отмечал важность темы сериала и его смысловой посыл: «Системы приходят и уходят, а русская деревня, маленькие русские городки, исконная провинция средней полосы России, откуда есть пошла Земля Русская, стоит. И что только с ней ни делали, а она стоит. И как тянула к себе, так и тянет. И фильмы о ней как снимали, так и будут снимать. Потому что здесь есть ответы на многие, если не на все, вопросы нашей жизни. И на этой земле, нашей земле, всё ещё селимся мы, русские люди. И жизнь здесь лечит — правда, только в том случае, если ты готов ей, родной земле, и праву жить на ней соответствовать».
По словам Марии Шукшиной «Эта история о том, как снималось кино в СССР — со всем закулисьем, со всеми сложностями...».

## Награды и номинации
В марте 2015 года Игорь Скляр был награждён Профессиональным призом Ассоциации продюсеров кино и телевидения в области телевизионного кино в категории «Лучший актёр второго плана в телефильме/сериале» за роль Юрия Кузьменко.
Сергей Колтаков был номинирован в категории «Лучший актёр в телефильме/сериале», Алёна Бабенко — в категории «Лучшая актриса второго плана в телефильме/сериале».